# Aída Spiegeler Castañeda

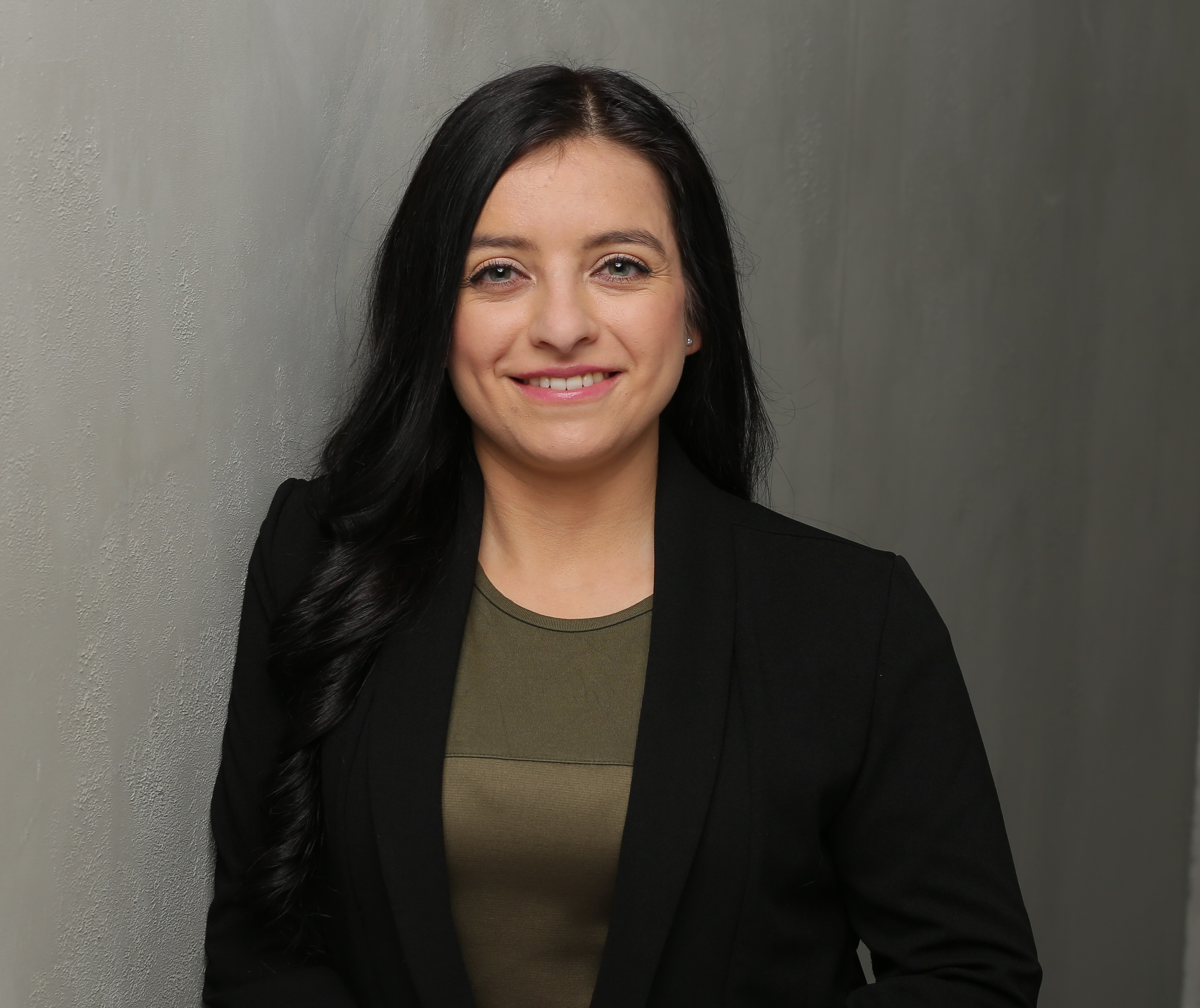
Aída Spiegeler Castañeda (2022)

Aída Paola Spiegeler Castañeda (* 1994 in Tübingen) ist eine deutsche Politikerin (CDU, zuvor Tierschutzpartei). Vom 17. Oktober 2020 bis zum 17. Juni 2023 war sie eine von drei gleichberechtigten Bundesvorsitzenden der Partei Mensch Umwelt Tierschutz.

## Leben
Aída Spiegeler Castañeda absolvierte ein 2017 abgeschlossenes Bachelorstudium Marketing and International Business an der Hochschule Koblenz und erlangte 2020 den Master of Laws an der Universität Mannheim. Sie lebt in Berlin. Als Zehnjährige wurde sie 2004 Vegetarierin und ist seit 2017 Veganerin. Schon als Kind begleitete sie ihren Vater zu Kinderhilfsprojekten nach Guatemala.

## Politik
2019 wurde sie auf dem  Bundesparteitag der Tierschutzpartei zur stellvertretenden Schriftführerin gewählt. 2019 trat sie bei der Kommunalwahl in Mannheim an. Außerdem war sie von 2018 bis 2020 Beisitzerin im Landesvorstand Baden-Württemberg.  2020 wurde sie neben Matthias Ebner und Robert Gabel zur neuen 3. Bundesvorsitzenden gewählt. Sie trat damit die Nachfolge von Sandra Lück an, die einige Monate zuvor zurückgetreten war. Zur Wahl zum Abgeordnetenhaus von Berlin 2021 sowie bei der Wahl zur Bezirksverordnetenversammlung in Spandau war sie Spitzenkandidatin ihrer Partei; bei letzterer gelang ihr der Einzug ins Gremium. Von November 2021 bis Juli 2024 war sie dort Vorsitzende der Fraktion der Tierschutzpartei. Am 18. Januar 2022 wurde sie zur Vorsitzenden des Ausschusses Weiterbildung, Kultur und Schule in der BVV Spandau gewählt.
Auf dem Bundesparteitag im Juni 2023 trat sie von ihrem Amt als Bundesvorsitzende zurück. 
Für die Europawahl 2024 stand sie auf dem zweiten Listenplatz. Am 8. April 2024 trat sie nach 10-jähriger Mitgliedschaft aus der Tierschutzpartei aus.
Seit dem 1. August 2024 gehört sie der Fraktion der CDU in der Bezirksverordnetenversammlung Spandau an.